# Neta Snook

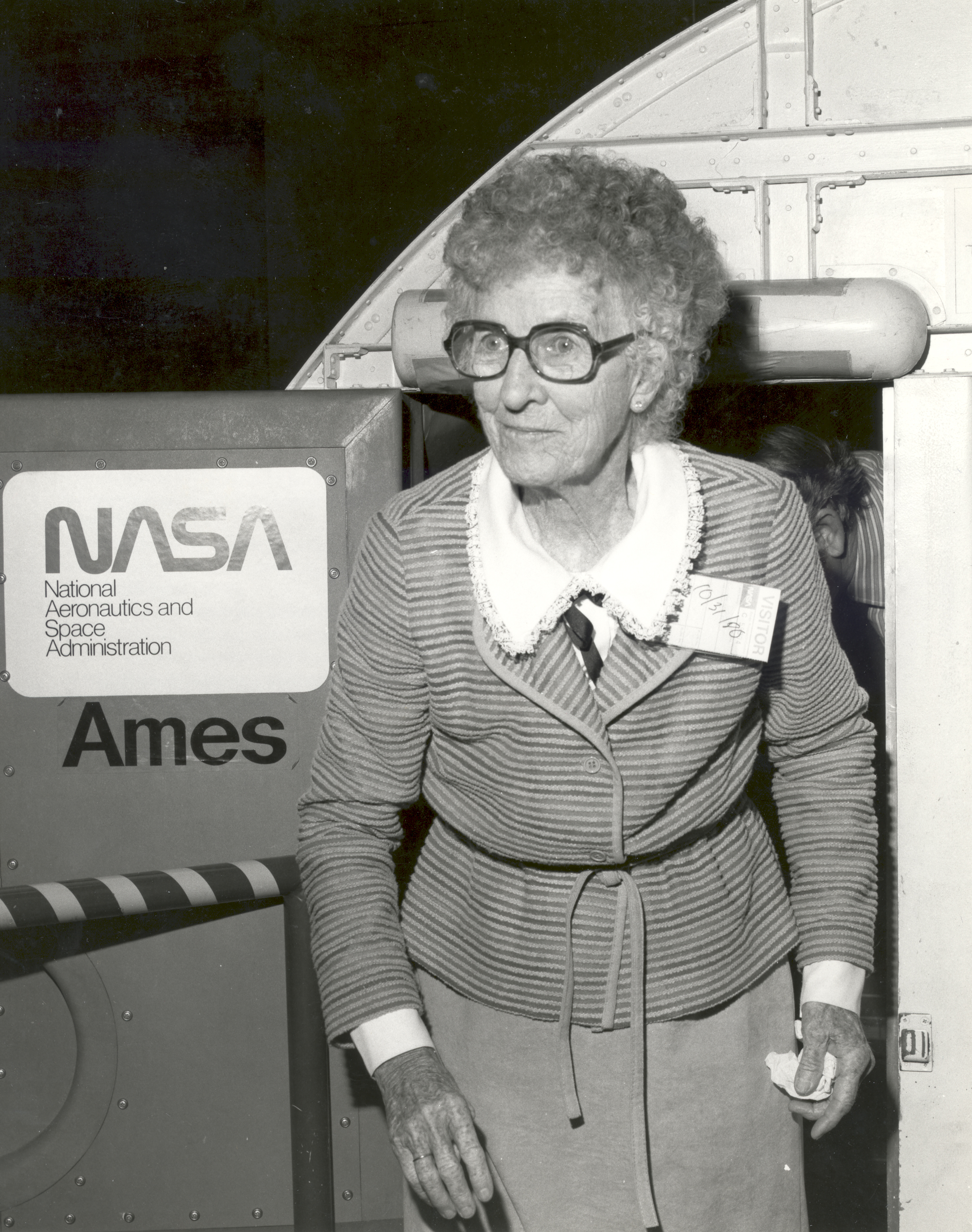
Neta Snook im Alter von 84 Jahren

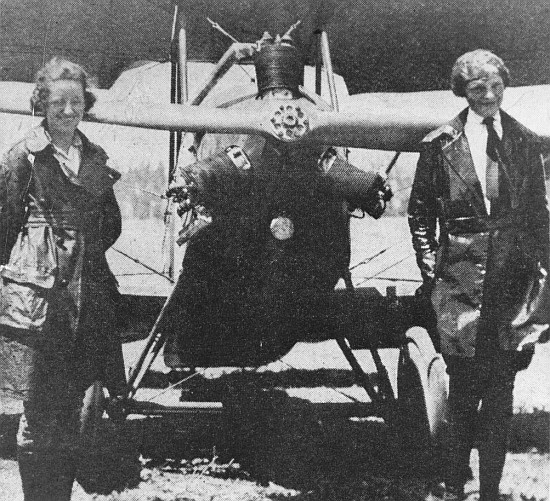
Snook (li) und Earhart vor deren Kinner Airster

Neta Snook Southern (* 14. Februar 1896 in Mount Carroll, Illinois als Mary Anita Snook; † 23. März 1991 in Kalifornien) war eine US-amerikanische Flugpionierin.

## Leben
Neta Snook Southern war die erste Pilotin in Iowa. Außerdem war sie die erste Pilotin, die ihre eigene Flugschule hatte und die erste Frau, die einen privaten Flughafen, den Kinner Airport in Los Angeles, verantwortete.
Bekannt wurde Neta Snook als die Frau, die Amelia Earhart das Fliegen beibrachte.